# Avèze (Gard)
Avèze é uma comuna francesa na região administrativa de Occitânia, no departamento de Gard. Estende-se por uma área de 4,14 km². Em 2010 a comuna tinha 1 114 habitantes (densidade: 269,1 hab./km²).